# Adil' Ibragimov
Adil' Abukaevič Ibragimov (in russo Адиль Абукаевич Ибрагимов?; Machačkala, 23 aprile 1989) è un ex calciatore russo, di ruolo difensore.